# Saadi
Pour les articles homonymes, voir Saadi (homonymie).
Abū-Muḥammad Muṣliḥ al-Dīn bin Abdallāh Shīrāzī (en persan : ابومحمد مصلح‌الدین بن عبدالله شیرازی), mieux connu en Occident sous le nom de Saadi (\sɑ.di\) ou Sadi (en persan : سعدی), né à une date incertaine, possiblement vers 1210, et mort probablement en 1291 ou 1292, est l'un des plus grands poètes et conteurs persans.
Il est l'auteur du Golestan (« Jardin de roses »), du Boustan (« Jardin de fruits ») et du Livre des conseils, mais aussi de poèmes lyriques. Il est reconnu comme moraliste et pour son style, dont la clarté et la simplicité ont favorisé la traduction et la diffusion de son œuvre au-delà de son pays natal.

## Contexte
L'époque que connaît Saadi est mouvementée : le califat abbasside s'effondre, la Perse est envahie par les Mongols, Bagdad est mise à sac en 1258. Des souverains prennent leur indépendance. La province du Fars est dominée par les atabegs salghurides, qui s'émancipent de la tutelle seljouqide et résistent un temps à la domination mongole. Le premier atabeg de la dynastie prend le pouvoir en 1148 et fait de Chiraz sa capitale.

### Politique
Saadi serait né sous le règne du troisième atabeg de la dynastie salghuride, Mouzaffar ed Din Toukla ou Tekla, monté sur le trône en 1175 ou 1178,. Son règne est agité : il doit faire face aux attaques de l'atabeg d'Azerbaïdjan puis à une révolte menée par un cousin. À sa mort, Saʿd I (Abou Chouja Saʿd) s'engage dans une guerre de succession contre Ṭoḡrel ibn Sonqor qui lui conteste le pouvoir,. Pendant son absence lors d'une campagne militaire, Chiraz est brièvement occupée et mise à sac. Lors d'une bataille contre le Khwarezm, il est fait prisonnier. Il meurt probablement en 1226, son fils Abu Bakr ibn Sa'd (en) lui succède. Ce dernier est celui des atabegs du Fars qui règne le plus durablement. Il se soumet à l'autorité mongole et reçoit le titre de Qutluḡ Khan. Le Fars connaît alors un épisode de paix. Le petit-fils de Gengis Khan Hūlāgū Khan progresse en Perse ; en gage de soumission, Abu Bakr lui envoie son fils Saʿd comme otage. Il meurt en 1260. Sa mort coïncide avec le début du déclin de la dynastie. Son fils Sa'd II (en) lui succède mais n'a pas le temps de régner : il meurt quelques jours après son père, avant d'avoir pu rejoindre Chiraz. Les règnes de Mohammad I et Mohammad II sont marqués par la corruption et les intrigues. Selyuk Shah meurt exécuté. La princesse Abish Khatun, seule descendante, est l'héritière. Elle est mariée à un khan mongol, ce qui leur permet désormais d'exercer une influence directe. Des désordres à Chiraz leur fournissent un prétexte pour l'emprisonner. Elle meurt en 1286, et avec elle se termine la dynastie salghuride. Chiraz est désormais sous la domination de la dynastie ilkhanide. Saadi a écrit un poème pour déplorer la chute de Bagdad. Il adresse des conseils au gouverneur de Chiraz Amir Ankyānu (fa) et des poèmes au chancelier Shams-al-Din Ḥosayn ʿAlakāni.
Ce contexte politique explique les déplacements de Saadi. Il a pu avoir aussi une influence sur la vision du monde de Saadi et lui inspirer un certain détachement, voire une forme de  fatalisme, ainsi que le sentiment de la précarité de la vie, l'idée qu'il faut s'accommoder des aléas de la fortune, composer avec les puissants et se contenter de ce que l'on a.

### Culture
Ces souverains, surtout à partir de Saʿd I, s'entourent de savants et d'artistes, dont Saadi. C'est en leur hommage que Saadi s'est donné ce nom. A-t-il voulu se référer plutôt à Saʿd I ou Saʿd II ? Peut-être qu'il a exprimé ainsi sa fidélité à la dynastie dans son ensemble.
La poésie classique persane est née aux IXe – Xe siècles de la rencontre de la poésie en pehlavi et de la littérature arabo-musulmane. Ferdowsi est célèbre pour sa poésie épique héroïque. Ensuite, au XIIe siècle, la poésie évolue vers un style plus mystique : Mowlavi, contemporain de Saadi, témoigne de l'introduction des thèmes du soufisme dans la littérature. Sanaï invente et codifie ces genres que sont le qaṣīdah (ode panégyrique), et le ghazal (poésie qui mêle lyrisme romantique et mysticisme). La qasida atteint son apogée avec Anvari et Khaqani au XIIe siècle. Le déclin des empires peut expliquer que les poètes, qui ne bénéficient plus de la protection de mécènes, sont moins enclins à écrire des éloges. La qasida recule, tandis que de nouveaux genres font leur apparition : l'épopée romantique (Nizami et son Khamsa), et l'épopée didactique ou éthique (Sanaï). Le ghazal, qui convient mieux à l'expression de l'émotion personnelle, plus adapté en ces temps difficiles, connaît un succès croissant. Il se distingue, par sa sobriété, des qasidas dithyrambiques. Il est adopté par le soufisme, qui connaît son apogée aux XIIe et XIIIe siècles.
On distingue le style khorasanien (en), qui domine au XIIe siècle, caractérisé par la qasida ou panégyrique. En réaction contre l'arabisation de la Perse, il remet la langue persane à l'honneur. Roudakî, Anvari, Attâr, Sanâ’ï, et Ferdowsî sont les grands représentants de cette période. Puis le style iraquien prend le dessus au XIIIe siècle. Des mots arabes font leur réapparition dans une poésie plus sophistiquée, dont les thèmes privilégiés sont le mysticisme, l’édification morale et l’expression des sentiments, en particulier par le biais du ghazal. Sa’adi, Jalal ed-Din Rumi, Hafez et Jami en sont les grandes figures.
Les invasions ont pour effet que les centres culturels, situés auparavant dans le nord, se déplacent vers le sud de la Perse. C'est ainsi que Chiraz devient une capitale culturelle importante.

## Biographie
| \| Chiraz \| Situation de Chiraz sur une carte de l'Iran |
| Chiraz                                                   |

On sait peu de choses de sa vie avec certitude. Les historiens de son époque donnent peu d'informations sur lui, de sorte qu'il a fallu se contenter de celles qu'il livre lui-même dans son œuvre. Mais certaines de ces données autobiographiques sont historiquement impossibles,. Même son nom fait l'objet de doutes, puisque Saʿdi est un surnom qu'il s'est probablement donné lui-même,.

### Enfance et formation
Saadi serait né à Chiraz, en Perse, vers 1210. Pour d'autres, il serait né beaucoup plus tôt, en 1184. Sa date de naissance ne fait pas l'unanimité, parce qu'elle est inférée à partir des seules données dont on dispose sur sa vie : celles que nous livre Saadi dans ses textes. Or, l'une des anecdotes du Golestan, qui met en garde contre les mensonges des voyageurs, peut être lue comme un avertissement lancé avec humour par le poète, qui a lui-même beaucoup voyagé.
Son père, dont il évoque le souvenir dans ses écrits, meurt alors qu'il est enfant,. Cet événement lui inspire sans doute la compassion qu'il exprime à l'égard des orphelins. Il connaît une enfance pauvre et difficile, cela ne l'empêche pas cependant de goûter aux plaisirs de l'amour. Il quitte sa ville natale très jeune pour se rendre à Bagdad, encore alors le grand centre culturel, afin d'obtenir une meilleure éducation. Il est admis à l'université de al-Nizamiyya, fondée par Nizam al-Mulk, où il excelle dans les sciences islamiques, le droit, l'histoire, la littérature arabe et la théologie, de 1196 à 1226, à supposer qu'il soit né en 1184,. Il aurait suivi l'enseignement d'un certain Ibn al-Jawzi. Il est peu probable qu'il s'agisse d'Ibn al-Jawzi l'ouléma hanbalite mort vers 1200, mais peut-être plutôt de son petit-fils Sibt ibn al-Jawzi,. Il a pu aussi suivre les leçons du soufi Sohrawardi, comme il l'indique dans le Boustan. Du maître, il retient ces deux conseils : « Ne vis pas dans la société des méchants ; ne sois pas indulgent envers toi-même. »

### Voyages
Les voyages sont une étape dans l'initiation des soufis. Mais Saadi a aussi dû s'adapter à la situation politique du Fars. Les désordres suivant l'invasion mongole de Khwarizm et de la Perse l'amènent à pérégriner pendant une trentaine d'années en Anatolie (il visite le port d'Adana et rencontre des propriétaires Ghazis près de Konya), en Syrie (il mentionne la famine à Damas), en Égypte (il évoque sa musique et ses bazars, son élite et ses religieux), en Irak (le port de Bassora et le Tigre). Il fait aussi référence au Sind (dans l'actuel Pakistan), à l'Inde (précisément Somnath, où il rencontre des brahmanes) et à l'Asie centrale, où il rencontre des survivants de l'invasion mongole. Il fait également les pèlerinages à la Mecque, Médine et à Jérusalem. À cause de la domination mongole, Saadi vit dans des régions désertes, rencontre des caravanes, se protégeant tant bien que mal dans des lieux parfois très hostiles. Capturé par les armées des Croisades à Acre, il est esclave sept années durant avant d'être libéré par les Mamelouks. Il semble que toutes ses rencontres (bandits, imams, intellectuels, gens du peuple…) aient contribué à sa vision du monde et à son inspiration, en l'aidant à prendre conscience de la relativité des choses et de la variété des points de vue. Durant cette période, il se serait marié deux fois.
Mais ces récits autobiographiques sont à prendre avec précaution : l'usage de la première personne peut relever de l'effet rhétorique, destiné à rendre plus vivant le récit, et non témoigner d'une information objective. Que ses voyages l'aient conduit jusqu'en Inde est par exemple douteux,, de même que l'authenticité du récit de sa capture par les Croisés (Golestan, II, 32).

### Retour à Chiraz
« J'ai passé ma vie en voyages lointains (...) mais nulle part je n'ai rencontré des cœurs purs et sincères comme à Chiraz », écrit-il dans le Boustan. À son retour à Chiraz, sa ville natale était devenue paisible sous l'atabeg Abu Bakr ibn Sa'd ibn Zangy (1231 – 1260) et Saadi fut entouré de la considération et du respect de la plupart des habitants. En remerciement, il choisit son nom d'écrivain en hommage à Sa'd ibn Zangy et écrivit des panégyriques pour Abu Bakr ibn Sa'd et son fils Muhammad I ibn Sa'd (1260-1262) dans son Boustan, achevé en 1257. Il écrit le Gulistan l'année suivante. Qu'il ait écrit ces deux livres en si peu de temps peut surprendre, mais il les avait sans doute préparés de longue date,. Il écrivit de nombreux poèmes et conseils aux princes. Après la chute des atabegs, il bénéficie de la protection des frères Juwayni,. Il semble être resté à Chiraz jusqu'à sa mort, en 1291 ou plutôt 1292,. Il  consacre son temps à la méditation et à l'écriture. Il vit retiré dans un ermitage près d'un monastère, où il a été inhumé.

## Un poète moral plutôt qu'un grand mystique
Saadi, dans son recueil de contes, nommé le Golestân (Jardin de fleurs), expose une série de contes moraux sur les comportements à tenir dans certaines situations de la vie. Adoptant une imagerie qui n'est pas sans rappeler celle des Mille et Une Nuits, ses contes peuvent être lus à de multiples degrés : certains purement moraux ou sociaux, d'autres plus spirituels.

### Saadi fataliste?
L'enseignement reçu à la Nizamiyyah de Bagdad, traditionnellement orienté vers l'acharisme, a pu laisser à Saadi une empreinte qui l'inclinait au fatalisme. Il invite en effet à accepter la fortune, bonne ou mauvaise, et à se contenter de son sort, soulignant combien il est vain de se débattre contre ce qui ne dépend pas de nous. Mais cette tendance est tempérée par une volonté de réformer les mœurs et d'améliorer la société, dont témoigne sa critique des princes injustes. Sa morale est pratique, tournée vers l'action : « les discours ne sont rien si la pratique ne s'y joint », écrit-il dans le Boustan. Saadi applique le précepte de son maître Suhrawardi : sans indulgence pour lui-même, il écrit : « Pourquoi te plains-tu du destin ? Plains-toi de tes propres actes. » Saadi, peut-on dire, est tiraillé entre l'orthodoxie qui fait de Dieu la cause de tout et le sentiment de son libre arbitre.

### Un mysticisme modéré
Formé par des maîtres soufis comme Sohrawardi, il a retenu d'eux l'enseignement moral, qui vise au détachement à l'égard de ce monde, et les vertus de bonté, de patience et d'humilité. Le chapitre trois du Bostan, sur l'amour, témoigne de cette influence soufie. Parmi les thèmes majeurs de l'œuvre de Saadi, l'amour tient une grande place - l'amour sensuel aussi bien que l'amour de Dieu. Sa peinture de la vanité et des illusions de ce monde est empruntée aux soufis. Il les cite souvent comme modèles dans le Golestan ; mais parfois aussi il les critique. Il ne leur donne pas toujours raison. Le 13e conte du Golestan met aux prises en roi et un derviche ; mais c'est à un tiers que revient le mot de la fin : c'est le ministre qui trouve une solution équilibrée pour régler leur différend.
Saadi ne prône pas une vie ascétique ni le renoncement au monde. S'il conseille de vivre en retrait, ce n'est pas pour les mêmes raisons que les soufis : c'est plutôt l'expression d'une morale épicurienne, qui fait de ce moyen la condition du bonheur. Il conseille la modération, or l'ascétisme lui apparaît comme une forme d'excès : la mortification du corps dépasse la mesure. Il ne fait pas de la pauvreté un idéal et refuse de condamner les riches, qui peuvent être des protecteurs utiles. Ses textes sur l'amour sont ambigus : on peut les lire comme célébration de l'amour terrestre, ou bien comme exaltation de l'amour de Dieu. Mais dans l'ensemble, la morale de Saadi est tournée vers la pratique plutôt que la contemplation mystique. Tandis que la poésie d'Attar exalte une vie purement contemplative, la poésie de Saadi est ancrée dans le monde. On ne trouve pas chez lui l'exaltation du mystique qui tend à unir son âme au divin telle qu'elle s'exprime chez Jalal ad-Din,.
Le soufisme exige l'abandon de la raison. Or elle constitue ce qui fait la dignité de l'homme et le distingue de l'animal. Entre la raison et le sentiment, Saadi refuse de choisir : « Bien que des deux facultés ne se réunissent pas dans un seul individu, elles coexistent pourtant dans ton cerveau et ton cœur éveillés. » La raison doit être guidée par le cœur vers la bienveillance et la compassion ; mais le cœur abandonné à lui-même s'égare et doit être guidé par le bon sens.
Saadi propose finalement un soufisme modéré, susceptible de convenir à la plupart des hommes et pas seulement à une élite. Le soufisme est pour lui une source d'enseignements sur la manière de s'accommoder de ce monde et de perfectionner ses contemporains, bien plus qu'un voie pour atteindre l'union avec le divin.

### La morale de Saadi
Saadi est avant tout un moraliste. Il indique lui-même que le Golestan est un livre d'édification morale : « Notre intention a été de donner de bons conseils. » Ce qui fait l'originalité des deux livres qui l'ont rendu célèbre, le Bustan et le Golestan, c'est la tension qui s'exerce entre les idéaux inspirés du soufisme et la prise en compte de la réalité du temps. Il en résulte une forme de pragmatisme.
Les valeurs recommandées par le poète sont la modération, la patience et la bonté. Elles reposent sur une valeur cardinale, qui les conditionne : l'indépendance. Cet ensemble rappelle les classiques grecs : stoïciens et épicuriens recommandent également l'acceptation du sort et l'autonomie afin de dépendre le moins possible des événements. Il prône la bienveillance et la compassion. Pourtant, il tolère la vengeance et conseille même d'être sans pitié avec les tyrans. Il déteste l'hypocrisie et la calomnie. Mais cela ne l'empêche pas de tolérer un mensonge, dès l'ouverture du Golestan, où il explique que mentir par humanité vaut mieux qu'une vérité dite dans un but malveillant. Faut-il voir là une contradiction ? La morale de Saadi n'est en effet pas unifiée en un ensemble cohérent et systématique. Mais cela donne l'avantage de pouvoir s'adapter aux circonstances, vertu qui peut se révéler vitale dans les temps troublés où Saadi écrit. Ce pragmatisme peut évoquer les conseils de Machiavel. Mais avec une grande différence : les conseils de Saadi ne s'adressent pas seulement aux princes, mais aussi au grand nombre de ceux qui doivent composer avec les puissants. Les principes doivent tolérer des exceptions et s'adapter aux cas particuliers. C'est pourquoi il n'approuve pas les soufis qui rendent un bien pour un mal : « Faire du bien aux méchants est une faute.» Saadi fait preuve ici d'un réalisme sans doute enseigné par le spectacle de la politique de son époque. C'est l'intérêt, personnel, mais aussi celui du corps social, qui s'exprime. De même, il prône l'indifférence à l'égard du jugement d'autrui. Pourtant, il se montre préoccupé des calomnies et se soucie de sa propre renommée. Il y a peut-être là contradiction entre les principes et la personnalité de Saadi. Ou bien à nouveau une forme de pragmatisme qui recommande de veiller à sa réputation, car en ces temps d'intrigues, une simple calomnie peut mener au cachot. La morale de Saadi est une morale sociale, une morale destinée à l'individu aux prises avec les interactions sociales. Elle apparaît machiavélienne dans la mesure où Saadi accepte l'ordre des choses tel qu'il est et se borne souvent à constater et s'adapter lorsqu'il ne peut le changer. En cela, il n'est guère différent de La Fontaine ou de Kalila et Dimna.

### Saadi et la politique
La dimension politique est loin d'être absente de l'œuvre de Saadi, qui s'adresse souvent directement aux gouvernants. Une analyse statistique révèle l'omniprésence du champ lexical de la politique. Le genre du miroir des princes est bien établi dans la tradition littéraire avant Saadi. On peut même soupçonner que ses textes recèlent des allégories politiques. Le premier chapitre du Boustan ne porte-t-il pas sur les devoirs des rois et les principes du gouvernement ? Mais il serait vain d'y chercher une philosophie politique systématiquement organisée. Comme dans le domaine de la morale, on trouvera des incohérences parmi les idées politiques du poète. C'est que, dans le Golestan en particulier, il fait preuve de ce pragmatisme qui le caractérise et adapte ses conseils aux circonstances.
L'expérience de Saadi le porte au conservatisme : il est un partisan de l'ordre et de la stabilité. Sa préférence va à la monarchie : « Il est indispensable que les particuliers aient au-dessus d'eux une tête ; sinon, aucun ordre n'est possible dans l'État. » Saadi insiste sur les devoirs du chef d'État, qu'il compare à un berger. Il faut un monarque pour éviter le désordre ; il doit être éclairé par des conseils afin qu'il ne verse pas dans la tyrannie. Saadi compte aussi sur le secours de la religion : le roi doit craindre Dieu, c'est pourquoi il rappelle aux princes la brièveté de leur vie et de leur pouvoir, en contraste avec l'éternité de peine qui les attend s'ils se comportent en despotes. Saadi attend du roi, avant tout, qu'il protège ses sujets. Cette fin qu'est la sécurité justifie les moyens : à l'égard de ses voisins, si l'entente n'est pas possible, et s'ils sont plus forts, la ruse et le mensonge sont des moyens légitimes. S'ils sont plus faibles, la pitié n'est pas de mise. Si le monarque se fait tyran, son peuple a le droit de le renverser par la force. On peut percevoir à nouveau un aspect machiavélien dans la pensée de Saadi. Mais ce trait est tempéré par l'insistance sur les devoirs du prince à l'égard des plus faibles. Envers ses sujets, il doit se montrer bienveillant, « car le peuple est l'armée du monarque juste. »
Les penseurs français du siècle des Lumières qui se sont intéressés à l'œuvre de Saadi y ont vu une forme de critique sociale qui faisait écho à leurs propres préoccupations.
Cependant, il faut reconnaître des limites à l'humanisme de Saadi. Sa compassion pour le genre humain se borne aux musulmans : il a des mots désobligeants à l'égard des juifs, des chrétiens et des hindous,. Ni Attar ni Jalal al-Din Rumi ne se permettent de tels jugements : pour un soufi, il ne revient pas aux créatures de ce bas-monde de juger leurs semblables. De même, il se révèle assez misogyne. Il considère la femme comme une entrave à la liberté et tient à son sujet des propos sexistes. Ferdousi qui, dans ses épopées, mettait en scène des héroïnes, ne donnait pas dans ce genre de préjugé. Son œuvre révèle également une attirance pour les jeunes gens qui lui est aujourd'hui reprochée.
Dans son oeuvre, le Bostân, Saadi décrit également l'assassinat qu'il commis d'un prêtre dans le temple de Somnāth où il était reçu en ami : "En-somme, je tuai ce misérable à coups de pierres, parce qu'un mort ne saurait parler. Quand je vis que j'avais suscité du tumulte, j'abandonnai cette contrée et je m'enfuis."

## Comparaisons

### AvecNizami
La poésie de Nizami est davantage tournée vers l'épopée, dont il renouvelle le genre, en écrivant, au lieu des épopées héroïques, des épopées romantiques (Khosrow et Shirin, Lailî u Majnūn).

### AvecHafez
Tous deux originaires de Chiraz, ils font l'éloge de leur ville natale et de ses dirigeants. Ils ont aussi en commun la forme poétique du ghazal, et l'inspiration mystique. Hafez renouvelle le genre du ghazal, dont Saadi avait exploré les possibilités, notamment en introduisant des thématiques multiples dans un seul poème et en accordant davantage d'individualité à chaque strophe. Selon Henri Massé, Saadi excelle dans la poésie lyrique, mais Hafiz le surpasse dans l'expression de la mélancolie.

### AvecDjami
Son Bahārestān (1497) est inspiré du Golestan mais ne parvient pas à égaler son modèle.

## Œuvres et traductions

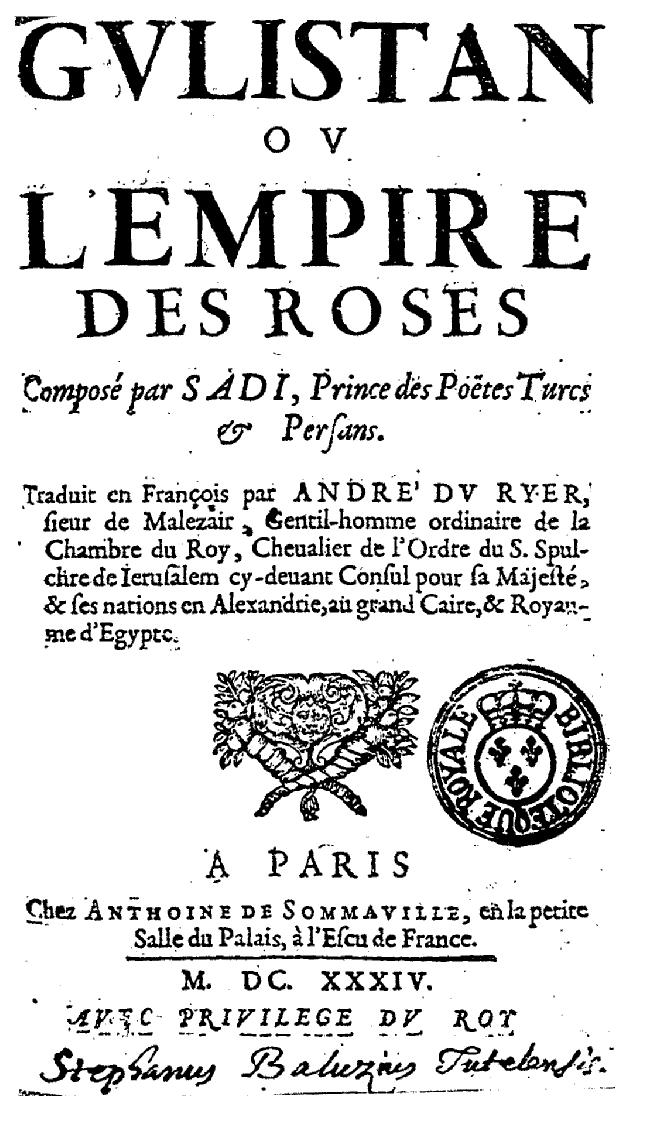
Page de titre du Gulistan ou l'Empire des roses du poète Saadi, première traduction de 1634 par André Du Ryer.

Son œuvre complète, en vers et en prose, en grande partie en persan, mais aussi en arabe, est désignée sous le titre de Kolliāt. Elle est rassemblée dès 1325-1326 par Abu Bakr de Bisotun,. Saadi est, au XVIIe siècle, le premier auteur persan traduit en France.
- Le Jardin des roses (Golestân ou Gulistân)
  - Le Gulistan ou l’Empire des Roses, composé par Sadi, prince des poètes persans[97] trad. partielle d'André Du Ryer, 1634, première traduction européenne d'un classique persan[98]
  - Gulistan ou l'Empire des roses : traité des mœurs des rois[99], trad. de d'Alegre, 1704 (en ligne sur Gallica).
  - trad. par l'abbé Jacques-Maurice Gaudin[100], 1789
  - traduction partielle (1er livre) dans les "Lettres sur la Perse et la Turquie d'Asie" par J.-M. Tancoigne, 1808
  - Gulistan ou le Parterre-de-fleurs[101], traduit par N. Semelet, 1834 (en ligne sur Gallica).
  - Gulistan ou le Parterre de roses[102], traduit par Charles Defrémery 1858 ; réédition sous le titre Le jardin des roses et des fruits (avec le Bustan), Paris, Libretto no 604, 2018  (ISBN 978-2-36914-426-7)
  - traduit par Franz Toussaint, Paris, Arthème Fayard, 1904
  - trad., introduction et notes de Pierre Seghers, Paris, P. Seghers, 1977
  - trad. d'Omar Ali-Shah, Albin Michel, 1991 ; réédition 2008  (ISBN 222604888X)

- Le Jardin des fruits ou le Verger (Bustân)
  - traduit en allemand, Hambourg, 1696[103]
  - trad. partielle en français par M. Garcin de Tassy, Paris, 1859[104].
  - trad. partielle en français par J.-B. Nicolas, Paris, 1869[105]
  - traduction complète par A. C. Barbier de Meynard, 1880 ; réédition, Paris, Seghers, 1978 ; réédition sous le titre Le jardin des roses et des fruits (avec le Golestan), Paris, Libretto no 604, 2018  (ISBN 978-2-36914-426-7)
  - traduit par Franz Toussaint, Paris, Mercure de France, 1913 ; réédition sous la forme de dix livrets sous coffret, éditions pré#carré, 2017[106]

- Livre des conseils (Pend-Nameh)
  - traduction en anglais, Calcutta, 1788
  - traduit en français par M. Garcin de Tassy, 1822. lire en ligne

L'attribution de la paternité du Pend Nameh à Saadi a été contestée. Sa poésie n'a fait l'objet que de traductions partielles. Une dizaine de ses quatrains ont été traduits par Husain (Hoçeÿne) Azad dans La roseraie du savoir en 1906.

### LeBustan
Le Boustan est selon Henri Massé « le grand œuvre » de Saadi. On le désigne parfois simplement comme le Saadi Nameh (« Le livre de Saadi »).

### LeGolestan
Il est écrit en 1258, peu après le Boustan. Il est composé de récits en prose qui incluent des proverbes et des morales, en vers. Cette présence de la narration rend le Golestan à la fois plus agréable à lire, et plus léger, parfois même frivole (comme au livre V). C'est cependant l'un des livres majeurs de la littérature persane. Il a été l'un des premiers livres imprimés en persan.

### Poésie lyrique
En outre, Saadi a écrit des ghazals et des qaṣidas. Les qasidas, genre propre à la poésie persane, peuvent être définies comme des odes ou élégies. Massé en distingue trois types :  lyriques, à caractère moral, ou panégyriques. L'originalité des éloges aux princes de Saadi, c'est que, aux compliments d'usage, il s'autorise à ajouter des conseils. Il évite ainsi la flagornerie et l'hyperbole qui caractérisaient les poètes de cour de son époque. Il reproche à Zahir-al-Din Faryabi (en) ses exagérations et ses hyperboles.
Certaines des qasidas sont en arabe (Qaṣāyed-e ʿArabi), d'autres en persan (Qaṣāyed-e fārsi). Ces dernières sont plus prisées des critiques. Saadi a écrit aussi des moulammat, des poèmes qui font alterner de façon régulière des strophes, ou parfois des vers, en arabe et en persan, de sorte qu'il fait rimer les deux langues. Garcin de Tassy a fait de Saadi l'auteur de poésies hindoustanies, mais il semble que cette attribution résulte d'une confusion avec un homonyme.
Les ghazals de Saadi, au dire d'Henri Massé, constituent le meilleur de sa poésie lyrique. Ils sont rassemblés en quatre recueils : Tayïbât, Badâï, Khawâtim et Ghazaliyat e-qadim,. Le thème majeur en est le sentiment amoureux. Le ghazal existe depuis Sanaï. Mais Saadi en porte la forme classique à sa perfection. Avec Saadi, le ghazal s'émancipe complètement de la qasida dont il tire son origine. Le ghazal devient un poème lyrique unifié par un ton et un sujet. Dans le ghazal, l'expression devient plus personnelle. La subjectivité du poète y fait valoir ses droits. Un signe en est la coutume adoptée par les poètes de se donner un nom de plume ou takhalluṣ et de le faire figurer dans l'avant-dernier vers du ghazal. Cette habitude n'a pas été inventée par Saadi, mais c'est lui qui en fait une norme. Dans ses autres textes aussi, Saadi se réfère à lui-même, apporte des éléments autobiographiques - pas toujours fiables. Cette importance donnée à la personnalité de l'auteur constitue une nouveauté.
La poésie de Saadi est moins connue en Occident que ses œuvres morales. Sans doute est-ce dû à la difficulté de traduire la poésie.

### Autres œuvres
Saadi a composé aussi des marathi (odes funèbres), notamment en l'honneur d'Abu Bakr ibn Sa'd, de son fils Saʿd Ier et d'Al-Musta'sim, le dernier calife de Bagdad. Aussi des tarjiyât (« refrains » ou « rondeaux ») et des roubâ'yiàt (« quatrains » ou  épigrammes). Des majalis (« séances mystiques »). Le Saheb Nameh, livre de conseils dédié à Shams al-Din Juvayni. En prose, la Risala al-'aql wa ichq (lettre sur la raison et l'amour) et le Nasihat e-moluk (« Conseils aux princes »), un texte qui relève du genre du miroir des princes,.
Il a aussi commis un recueil de « facéties » où l'humour frôle parfois la grossièreté. S'agit-il d'une erreur de jeunesse ? Ou bien s'est-il senti obligé d'honorer une commande ? Une explication possible est que, voulant se mesurer à ses devanciers, il a voulu s'essayer à tous les genres littéraires.

### Le style de Saadi
Son style se caractérise par la simplicité, ce qui peut expliquer sa popularité. « Les principaux mérites du style de Saadi : la clarté et la simplicité. » Un autre aspect typique du style de Saadi est la brièveté ou la concision, ou encore la sobriété, qui contraste avec la grandiloquence des poètes de cour. Saadi sait trouver le mot juste. Il ne se perd pas dans les détails inutiles qui alourdiraient son propos. Il emploie un langage simple et direct, proche du langage quotidien. Cette simplicité est cependant difficile à imiter. Elle suppose une bonne maîtrise de la rhétorique et un patient travail sur la langue. La rhétorique, habilement maîtrisée, se fait discrète dans les ghazals de Saadi, qui sait éviter la lourdeur et l'artifice. Il privilégie les phrases courtes et simples. Son style est en accord avec sa morale, qui recommande la mesure. Saadi met en pratique ses propres conseils dans son écriture : parler peu, mais à bon escient, et éviter les redites (« Quand on a mangé de la confiture une fois, c'est assez ») . Ses ghazals se caractérisent par leur élégance mélodieuse et leur musicalité,. C'est sans doute pourquoi ils ont si souvent été mis en musique. La vivacité d'esprit, qui s'exprime par une douce ironie, est un autre trait du style de Saadi.
Son procédé principal de composition, dans ses ouvrages de morale, consiste à exposer une vérité morale puis à l'illustrer par une image ou une anecdote. L'idée et l'image, chez lui, sont si intimement liées que Henri Massé se demande laquelle inspire l'autre. Il fait alterner l'apologue et l'allégorie ou le récit. Il a recours à l'antithèse en mettant en contraste deux idées. Ou encore, afin d'exposer le pour et le contre, il donne la parole à des animaux, voire à des objets inanimés, par exemple le crâne d'un mort. Enfin il a recours à la comparaison et à la métaphore, qui peut être filée. C'est le spectacle de la nature qui lui inspire la plupart de ses images poétiques : la lune, le soleil, les paysages, les fleurs, les fruits et les animaux sont les sources de son inspiration,.
La variété est un autre élément caractéristique du style de Saadi : il alterne le sérieux et l'humour, de sorte que son discours moralisateur n'est pas ennuyeux. Il ne se cantonne pas aux sujets liés à la cour ou aux thèmes mystiques, mais aborde les sujets les plus ordinaires. Son génie est de découvrir la poésie dans le quotidien.
Aujourd'hui encore de nombreux proverbes iraniens sont des vers ou des aphorismes de Saadi,,.

### Sources et influences
Saadi connaît bien le Coran et les traditions prophétiques, dont plusieurs sont citées dans la préface du Golestan, ce qui confirme qu'il a reçu une solide formation dans le domaine des sciences religieuses. Il traduit lui-même de l'arabe vers le persan et adapte les versets et dits prophétiques à son propre cadre. Il connaît les personnages historiques, comme les anciens rois de Perse qu'il cite dans le Golestan, par le biais du Chah Nameh de Firdousi, auquel il se réfère explicitement. Il a lu aussi le Livre de Sindibad. Henri Massé pense que le reste du matériel utilisé dans son œuvre provient d'une connaissance orale, accumulée par Saadi lors de ses voyages.
Pourtant, Jan Rypka (en) voit dans l'œuvre de Saadi des signes de l'influence de ses devanciers qui prouvent que sa culture n'était pas seulement orale, mais qu'il les avait lus. Il cite Firdousi, mais également Attar, Sana'ï, Anvarî, Zahir Faryabi, et même le poète arabe Mutanabbi. Sanaï, en effet, a donné ses lettres de noblesse au ghazal. Le langage simple et proche de la langue commune privilégié par Anvari pour parler d'amour a pu être un modèle pour Saadi. Les traités religieux d'Abdallah Ansari, qui alternent prose et vers, ont pu suggérer à Saadi la forme du Golestan. Les ghazals de Khaqani et Nizami ont ouvert la voie perfectionnée par Saadi. La poésie de Farid al-DIn 'Attar, marquée par le mysticisme, a pu nourrir l'inspiration de Saadi. Mais l'influence de Mutanabbi est plus controversée. L'hypothèse a été avancée par Hossein Ali Mahfouz, qui a reconnu des similitudes dans les thématiques abordées par les deux poètes. Mais ce qui caractérise la poésie de Saadi est la démocratisation des sujets, qui ne se cantonnent plus à la cour royale ou à la religion. Il s'agit par conséquent de thèmes universels, qu'il a pu tout aussi bien puiser ailleurs. La plupart des spécialistes iraniens rejettent donc cette hypothèse.

## Un poème de Saadi
Nous pouvons citer plusieurs passages de son œuvre quant à sa pensée philosophique. Toutefois, le dixième conte du Golestan peut être considéré comme représentatif de sa vision du monde. Il s'agit de trois parties d'un poème qui commence par un constat et au fil de son voyage de pensée prend l'ampleur fortement au-delà de toute croyance, toute religion, toute idéologie ou toute philosophie. Selon M. A. Oraizi, Saadi y montre sa pensée profondément humaniste, indépendante de toute religion, philosophie, et vision du monde, et ses inquiétudes face à la barbarie, à la misère des hommes et, ce, dans toutes ses formes. Diverses traductions de ce poème, désigné par ses premiers mots, Bani Adam (« Les fils d'Adam ») ont été faites par plusieurs écrivains ou traducteurs :

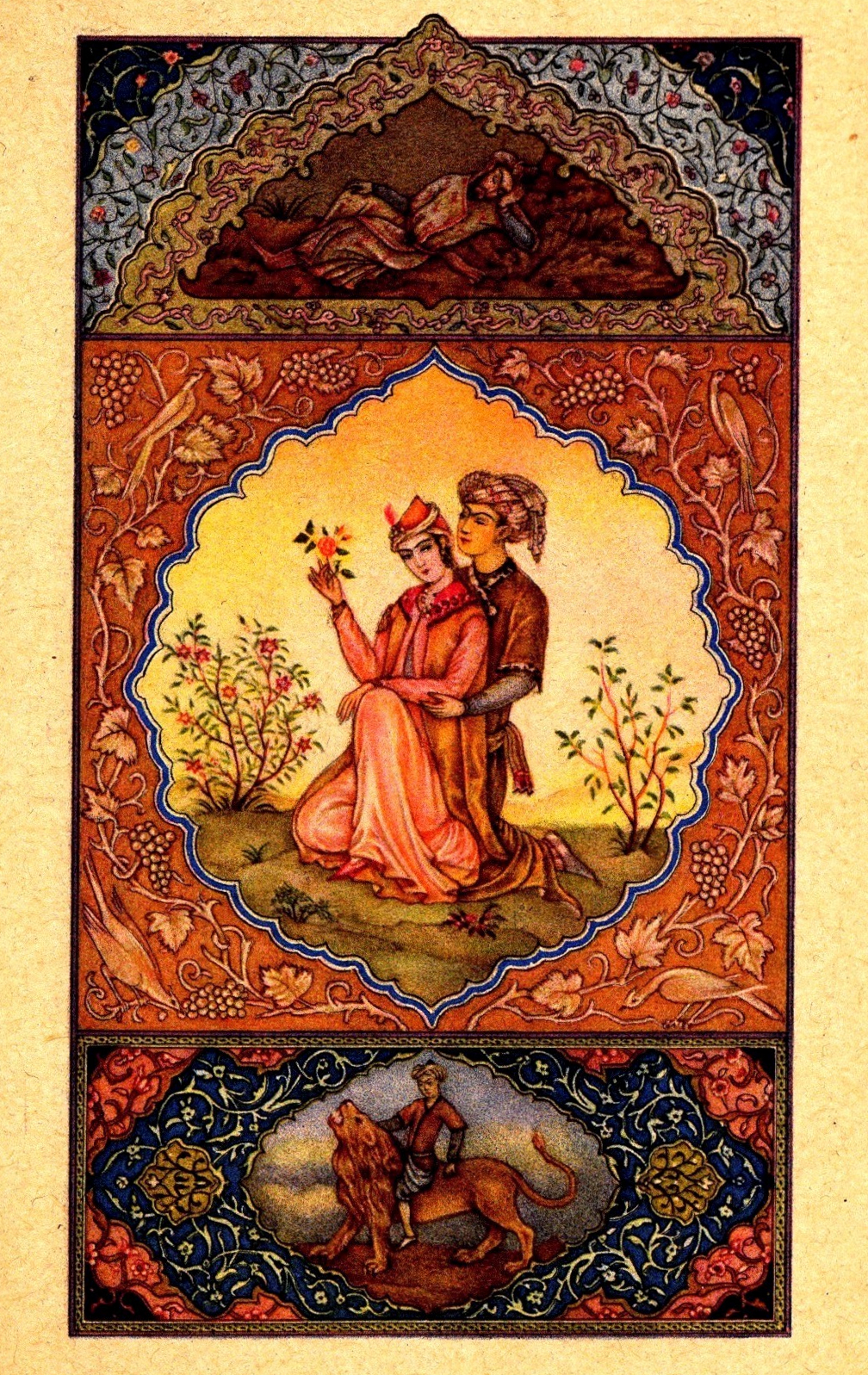
Miniature de Paul Zenker illustrant une édition de 1942 du Jardin de roses.

La traduction en anglais – par Iraj Bashiri – de ce poème de Saadi est à l'entrée de l'immeuble de l’Organisation des Nations unies à New York et deux de ces vers se trouvent aussi sur le nouveau billet de banque de 100 000 rials iranien :
Les hommes sont membres les uns des autres,

et créés tous de même matière,

si un membre s’est affligé les autres s’en ressentent :

Celui qui n’est touché du mal d'autrui

ne mérite d’être appelé homme.
— Saadi, trad. André du Ryer.
Les hommes sont membres les uns des autres,

et tous créés de même matière.

Si un membre est affligé, les autres s'en ressentent.

Qui n'est pas touché du mal d’autrui,

ne mérite pas d’être appelé homme.
— Saadi, trad. par M. [d’Alègre]
Les hommes font partie du même corps.

Ils sont issus de la même essence.

Si le destin faisait souffrir l'un des membres.

Les autres n’en auront pas de repos.

Toi qui es indifférent aux malheurs des autres.

Tu ne mérites pas d'être nommé un Homme.
— Saadi, trad. Orang Gholikhani

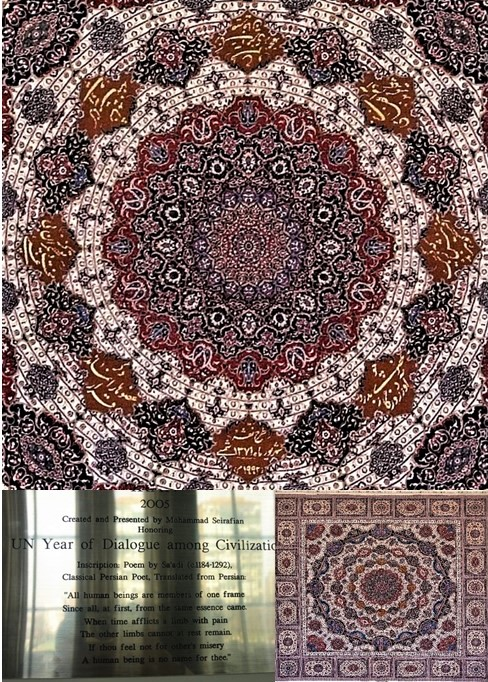
Tapis persan comportant le poème de Saʿdi, Bani Adam, offert par l'Iran aux Nations Unies.

Les hommes sont les membres d'un même corps.

Ils furent créés à partir de la même essence.

Si le destin venait à faire souffrir l'un d'eux.

Les autres membres ne connaitraient pas le repos.

Toi que le malheur des autres laisse indifférent.

Tu ne mérites pas d'être appelé Homme.
— Saadi, traduit par Farzine Pourcyrus
Les enfants d'Adam font partie d'un corps

Ils sont créés tous d'une même essence

Si une peine arrive à un membre du corps

Les autres aussi, perdent leur aisance

Si, pour la peine des autres, tu n'as pas de souffrance

Tu ne mériteras pas d'être dans ce corps
— Mashid Moshiri, Dictionnaire des poètes renommés persans: À partir de l'apparition du persan dari jusqu'à nos jours, Téhéran, Aryan-Tarjoman, 2007
Of one Essence is the human race,

Thusly has Creation put the Base

One Limb impacted is sufficient,

For all Others to feel the Mace.
— Saadi, بنی آدم اعضای یکدیگرند,,، که در آفرينش ز یک گوهرند
چو عضوى به درد آورد روزگار، دگر عضوها را نماند قرار
تو کز محنت دیگران بی غمی، نشاید که نامت نهند آدمی
Les êtres humains [les enfants d'Adam] sont les parties d'un corps,

Ils sont issus de la même essence,

Lorsqu'une de ces parties est atteinte et souffre,

Les autres ne peuvent trouver ni la paix ni le calme,

Si la misère des autres te laisse indifférent,

Et sans la moindre peine ! Alors :

Il est impensable de t'appeler un être humain
— M. A. Oraizi, La Culpabilité américaine : Assaut contre l'Empire du droit international public, Paris, L'Harmattan, 2005, p.8
Dès les années 1980, une rumeur circulait selon laquelle ce poème était inscrit à l'entrée du bâtiment des Nations unies . Mohammad Javad Zarif, ancien ministre iranien, raconte que lors d'une visite à New-York, il a cherché le fameux poème sans en trouver aucune trace. La rumeur semble avoir pris naissance lors d'une exposition temporaire autrefois consacrée à l'Iran. En 2004, pour réparer cette lacune, le premier ministre iranien de l'époque a offert à l'ONU un tapis persan où figure le Bani Adam en lettres d'or. Depuis, le poème a été gravé sur une plaque disposée à côté du tapis.
Le poème a été mis en musique par le groupe Coldplay sur leur album Everyday life, sous le titre بنی آدم (« Bani Adam »),.
Il a été envoyé dans l'espace à bord des sondes Voyager. Celles-ci embarquent un disque qui contient des enregistrements de bruits représentatifs de la Terre, de musique, et des messages dans 55 langues. Le message en persan, après une formule de salutation, reprend quelques vers du poème Bani Adam.

## Influence littéraire et postérité

### Diffusion
La poésie de Saadi se diffuse de son vivant. Sa renommée atteint l'Inde, où Amir Khusrau l'admire et Ḥasan Sijzi (fa) (appelé aussi Hasan Dehlavi) lui rend hommage en citant Le Jardin des roses. Sayf ad-Din Al-Farḡāni traduit le Gulestan en turc dès le début du XIVe siècle,. Les ghazals de Saadi ont pu servir de modèles à Khwaju de Kerman, qui serait ainsi le lien entre Saadi et Hafiz. L'explorateur Ibn Battuta rapporte qu'en Chine, il a entendu des chansons où il a reconnu des poèmes de Saadi. Le Golestan est souvent imité : par Jami, mais aussi par Khwaju Kermani dans son Golshan, Fevzi Mostari (en) dans le Bolbolestān, Qa'ani (en) dans le Parishan-nama ou encore Ali Mohammad Monshi.

### Influence sur la littérature européenne
L'influence de Saadi sur la littérature européenne a été importante à partir du XVIIe siècle, mais surtout au XIXe et au début du XXe siècle, qui voient paraître de nombreuses traductions de Saadi.

#### XVIIeetXVIIIesiècles
C'est au XVIIe siècle que paraît la traduction de Saadi par Du Ryer. Les récits de voyages contribuent également à faire connaître le poète en France. Jean de La Fontaine s'inspire d'une des historiettes de Saadi (Golestan, II, 16) pour le récit de sa fable Le Songe d'un habitant du Mogol,. C'est sans doute par l'intermédiaire des récits de François Bernier que le fabuliste a découvert Saadi. Les relations de voyages de Jean Chardin, qui traduit lui aussi des extraits de Saadi, sont à l'origine d'un engouement pour la culture persane qui se développe au siècle suivant.
Au XVIIe siècle, les adaptations de Saadi restent rares. Mais les récits des voyageurs et les travaux des orientalistes tels qu' Antoine Galland préparent la matière qui servira aux auteurs du  XVIIIe siècle. Le nom de Saadi, jusque-là cantonné aux cercles de spécialistes, devient connu du grand public. De nouvelles traductions du Golestan sont publiées. Les contes orientaux sont à la mode, et le Gulistan constitue une large part de leurs sources d'inspiration. Ainsi, les Fables orientales de Saint Lambert sont-elles tirées du livre de Saadi, où Cardonne a trouvé aussi la matière de plusieurs des récits de ses Mélanges de littérature orientale. Ces recueils remportent un franc succès. Parmi les thèmes chers à Saadi, les fabulistes du XVIIIe siècle se montrent intéressés surtout par les sujets politiques, et c'est dans le premier chapitre du Golestan, consacré à la conduite des rois, qu'ils vont puiser leurs idées. Les histoires de Saadi deviennent un moyen de critiquer indirectement l'Ancien Régime. Les philosophes des Lumières sont sensibles au ton de Saadi et se reconnaissent dans son humanisme et son esprit rationnel. Diderot consacre un court essai au Gulistan, le Rosier de Saadi, et un développement dans l'article « Sarrasin » de l'Encyclopédie. Il décrit sa découverte de Saadi dans une lettre à Sophie Volland et lui traduit du latin le commencement du Gulistan, « plein de sentiment, de pathétique et de délicatesse. » En tout, il traduit du latin neuf contes de Saadi, qu'il adapte à ses propres convictions. Voltaire, dans Zadig, s'inspire des récits de voyages de Bernier et de la traduction de Chardin. Il place son récit sous le patronage du poète persan en attribuant la paternité du texte à un dénommé Saadi. Le chapitre XIV du conte philosophique comporte un récit emprunté au livre IV du Boustan, que Voltaire a dû connaître par le biais de sa traduction en anglais.

#### XIXeetXXesiècles
C'est au XIXe siècle que l'on voit paraître enfin une traduction complète du Gulistan, par Charles Defrémery, et une traduction du Boustan, par Barbier de Meynard, qui font encore autorité aujourd'hui.
Le conventionnel Lazare Carnot (1753-1823) était un admirateur du poète persan Saadi de Chiraz : il a donné en 1796 son nom comme prénom à son fils aîné Sadi Carnot (1796-1832), physicien, fondateur de la thermodynamique. Son second fils, Hippolyte Carnot (1801-1888), alors engagé dans le saint-simonisme, l'a également donné en 1837 à son propre fils Sadi Carnot (1837-1894), futur président de la République française.
Mais, alors que le XVIIIe siècle a projeté sur Saadi ses propres préoccupations philosophiques et politiques, le XIXe siècle se tourne davantage vers l'art de Saadi lui-même, pour s'intéresser à sa valeur proprement esthétique. Les romantiques se passionnent pour le poète de l'amour qu'est Saadi.
Goethe exprime son admiration pour Saadi dans son Divan oriental-occidental par deux distiques de Saadi. Victor Hugo ouvre ses Orientales par une citation du Gulestan.
Marceline Desbordes-Valmore a adapté un passage de la préface du Gulistan pour l’un de ses poèmes les plus célèbres : Les roses de Saâdi.
Anna de Noailles, qui écrit l'introduction de la traduction du Gulestan par Franz Toussaint, compose dans Les Éblouissements ce poème en l'honneur de Saadi, Le Jardin qui séduit le cœur :
| Je l'ai lu dans un livre odorant, tendre et triste Dont je sors plein de langueur, Et maintenant je sais qu'on le voit, qu'il existe, Le jardin-qui-séduit-le-cœur ! Il s'étend vers Chirâz, au bas de la montagne Qui porte le nom de Saadi Mon âme, se peut-il que mon corps t'accompagne Et vole vers ce paradis ? |

Elle révèle Saadi à son ami Marcel Proust et à Maurice Barrès. Le Miroir des heures d'Henri de Régnier s'inspire de l'univers poétique de Saadi. On y retrouve le thème de la fuite du temps, exprimé par l'image de la fragilité de la fleur, et celui du rossignol amoureux d'une rose.
L'influence de Saadi sur André Gide est particulièrement ostensible dans Les Nourritures terrestres.
Louis Aragon, admirateur de Marceline Desbordes-Valmore, imite Saadi dans Le Fou d'Elsa.
Pierre Seghers, admirateur de la poésie de Saadi, rassemblera des poètes et traducteurs persans afin de publier une nouvelle traduction du Jardin des roses.
L'écrivain Henry de Montherlant voue une grande reconnaissance et une grande admiration à Saadi ainsi qu'à Omar Khayyâm. Ils lui ont « apporté la sorte de romanesque pour lequel il était fait » et dont les « rimailleries » européennes ne lui avaient donné aucune idée. Montherlant est sensible à la sagesse de Saadi, mais aussi à la sensualité de sa poésie. Le troisième chapitre de L'Éventail de fer a pour titre : « Les fruits du cinquième jardin », référence au livre V du Golestan, consacré à l'amour et à la jeunesse. Il lui rend hommage dans un article paru dans le Journal de Téhéran, le 23 avril 1937 (3 ordibehecht 1316).
Saadi reste d'actualité : le Golestan a été adapté au théâtre en 2007 sous le titre Le jardin des senteurs.

### En Amérique et ailleurs
Ralph Waldo Emerson compose ce poème en l'honneur de Saadi :
| … Beaucoup viennent Mais il faut que chantent Les deux cordes, La harpe est muette. Même si viennent un million, Sage Saadi habite seul. Venez dix, ou que viennent un million, Bon Saadi habite seul… |

Le président des États-Unis Barack Obama a cité les deux vers « Les êtres humains (les enfants d'Adam) sont les parties d'un corps, / Ils sont issus de la même essence » dans sa déclaration au peuple iranien pour le nouvel an iranien de 2009.
Les fables de l'écrivain russe Piotr Viazemski sont inspirées des histoires de Saadi.

### Sur la langue persane
Le Golestan a servi de manuel de lecture pour des générations d'écoliers iraniens, si bien que nombre de formules de Saadi sont passées dans la langue persane moderne. Par exemple, « De la jarre ne sort ce qu'elle contient »  (از کوزه همان برون تراود که در اوست). Ou encore : « Le musc est ce que vous sentez, et non ce que vous en dit le parfumeur »,.
Mais l'influence de Saadi ne s'arrête pas là : il a eu une influence considérable sur la langue persane, si bien que le persan moderne lui doit beaucoup. Si Saadi écrivait, au XIIIe siècle, une langue proche du persan moderne, c'est parce que le persan s'est modelé sur la langue de Saadi. Mohammad Ali Foroughi, ancien ministre iranien et passionné de littérature, l'explique en ces termes: « Nous parlons la langue que nous avons apprise de Saadi,. »
Saadi reste présent dans la littérature iranienne contemporaine. Le premier roman historique iranien moderne, Shams va Toghra de Mohammad Baqer Mirza (en), écrit en 1910, fait intervenir Saadi en tant que personnage du récit,. Plus récemment, il a été adapté au théâtre dans un spectacle intitulé Golgasht dar golestan, mis en scène par Dariush Mo'addabian,.

### Sur la musique iranienne
Les caractéristiques des textes de Saadi font que ses poèmes inspirent les musiciens. La musicalité de la langue poétique de Saadi semble se prêter particulièrement à sa reprise par ces artistes. On trouve des textes de Saadi adaptés dans la musique iranienne aussi loin que l'existence d'enregistrements sonores permet de remonter. Deux artistes en particulier ont montré leur admiration pour le cheikh de Chiraz en mettant ses textes en chansons :  Jalal Taj Esfahani (fa) et Mohammad Reza Shajarian. Ce dernier a écrit toutes les chansons de son album Peyvand Mehr d'après des textes de Saadi. Les deux parties du DVD de son concert avec le groupe Ava (fa)  sont fondées sur des poèmes de Saadi. Il a écrit une chanson intitulée Ghazal Saadi. Le compte-rendu d'une rencontre sur le thème « Musique et Ghazalyat de Saadi » confirme que Shajarian apprécie Saadi, comme ses chansons le prouvent, et que Taj Esfahani lisait beaucoup Saadi. Plusieurs des albums de Mohsen Chavoshi comportent des poèmes de Saadi et Hafez,.
Les paroles de la chanson Hoosham Bebar de Mohsen Namjoo sont elles aussi adaptées de Saadi.

## Mausolée de Saadi et commémorations
Le mausolée de Saadi, en mauvais état, a été reconstruit à la sortie Nord-Est de Chiraz, près du jardin Delgosha (en), en 1952, par André Godard, archéologue et architecte français. Mais la tombe du poète est l'objet d'un pèlerinage depuis des siècles. Ibn Battûta, voyageur berbère qui a parcouru les pays musulmans entre 1325 et 1353, est passé à Chiraz. Il écrit :
- « Parmi les mausolées situés hors de Chîrâz est le tombeau du vertueux cheïk connu sous le nom de Sa’dy. C’était le premier poète de son temps en langue persane, et il a souvent déployé beaucoup de talent dans ses compositions en arabe. De ce tombeau dépend un bel ermitage, que Sa’dy a élevé en cet endroit, et dans l’intérieur duquel se trouve un joli jardin. Cet ermitage est situé dans le voisinage de la source du grand fleuve, connu sous le nom de Rocn Abâd. Le cheïk avait construit en ce lieu de petits bassins de marbre, pour laver les vêtements. Les citoyens de Chîrâz sortent de la ville afin de visiter ce mausolée ; ils mangent des mets, préparés dans l’ermitage, et lavent leurs habits dans ce fleuve ; puis ils s’en retournent. C’est ainsi que j’en usai près de cet endroit. Que Dieu ait pitié de ce cheïk ! » Ibn Battûta, Voyages, Traduction de l’arabe C. Defremery et B.R. Sanguinetti (1858)[223].

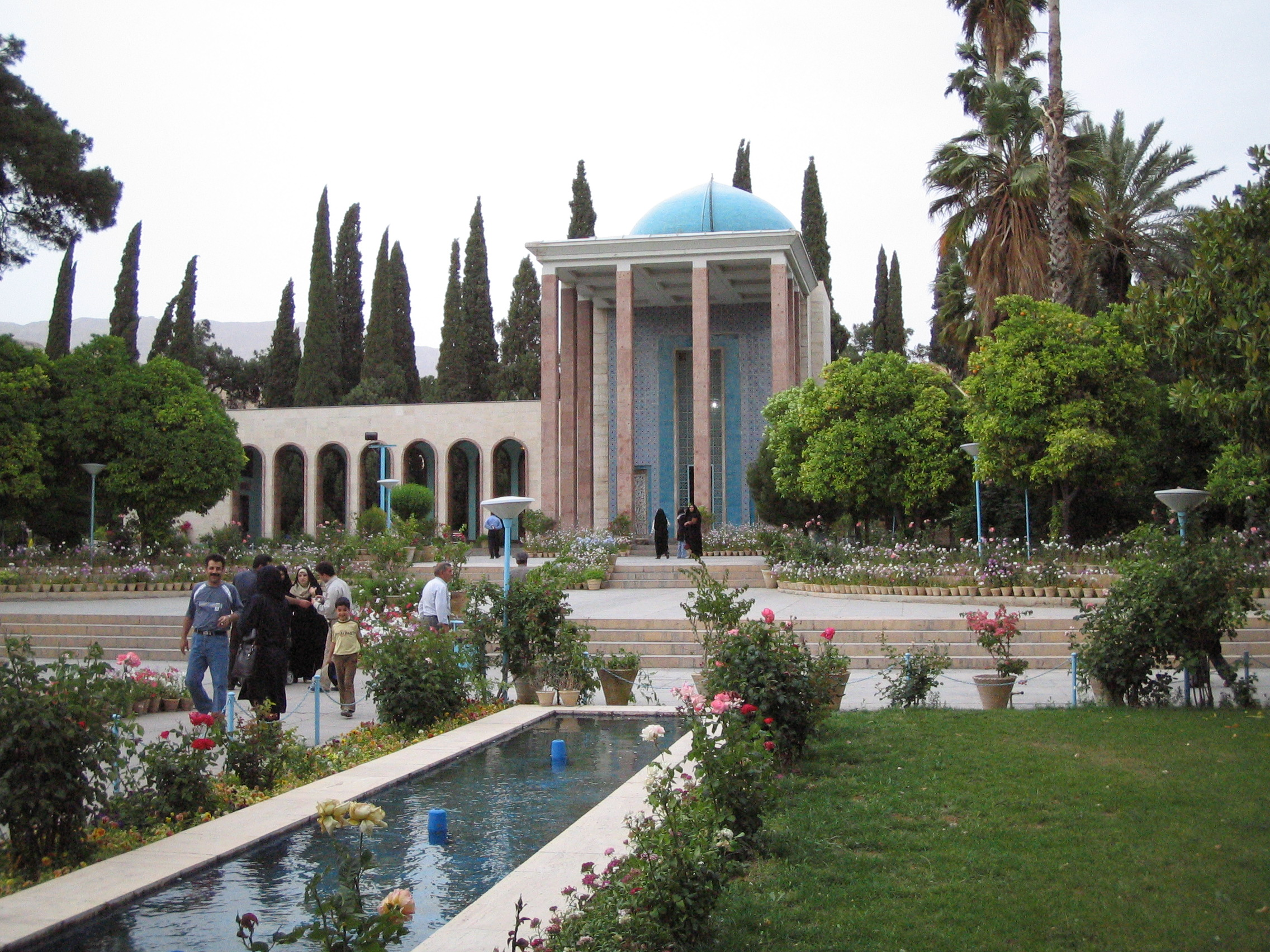
Mausolée de Saadi à Chiraz
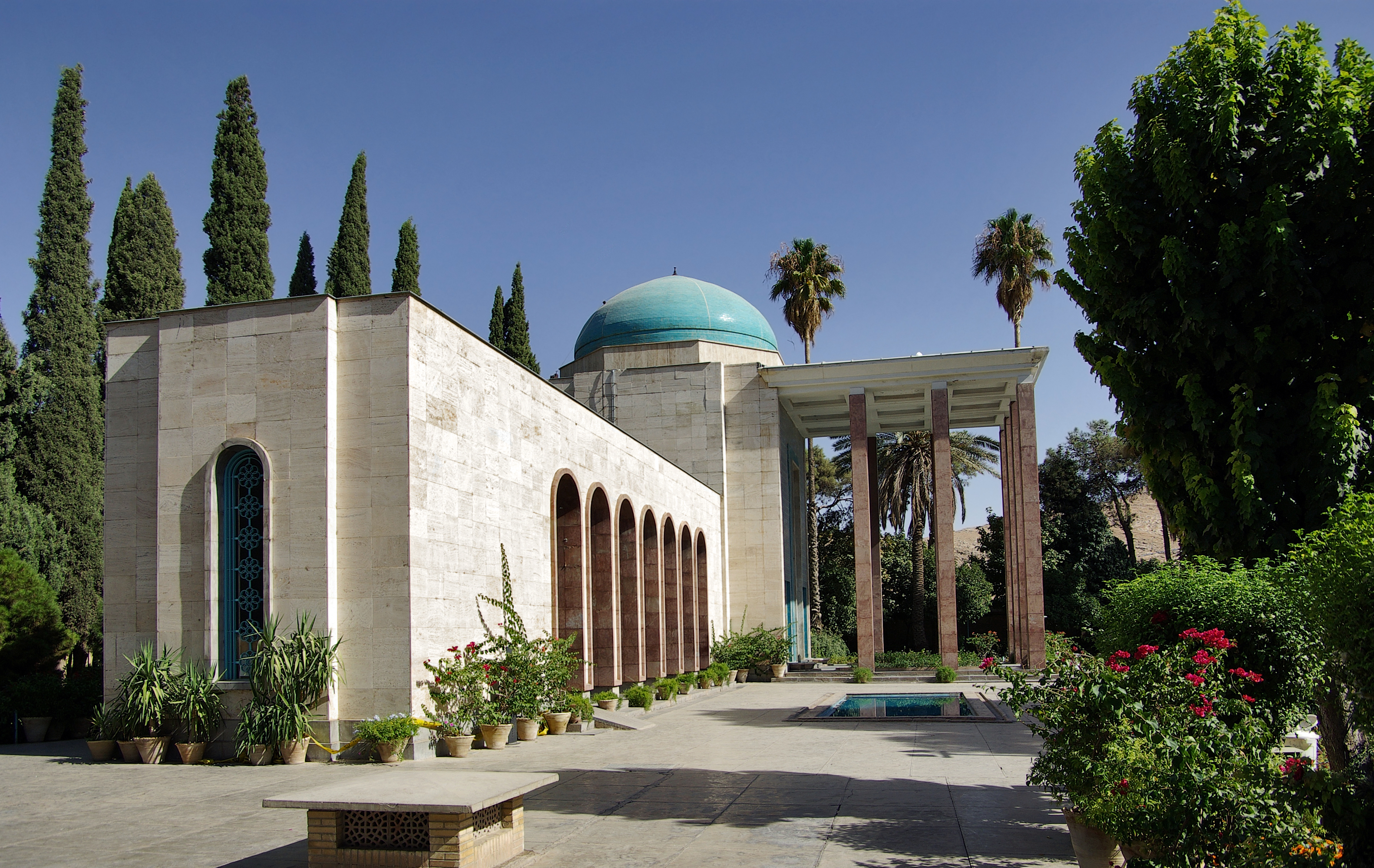
Autre vue du mausolée de Saadi
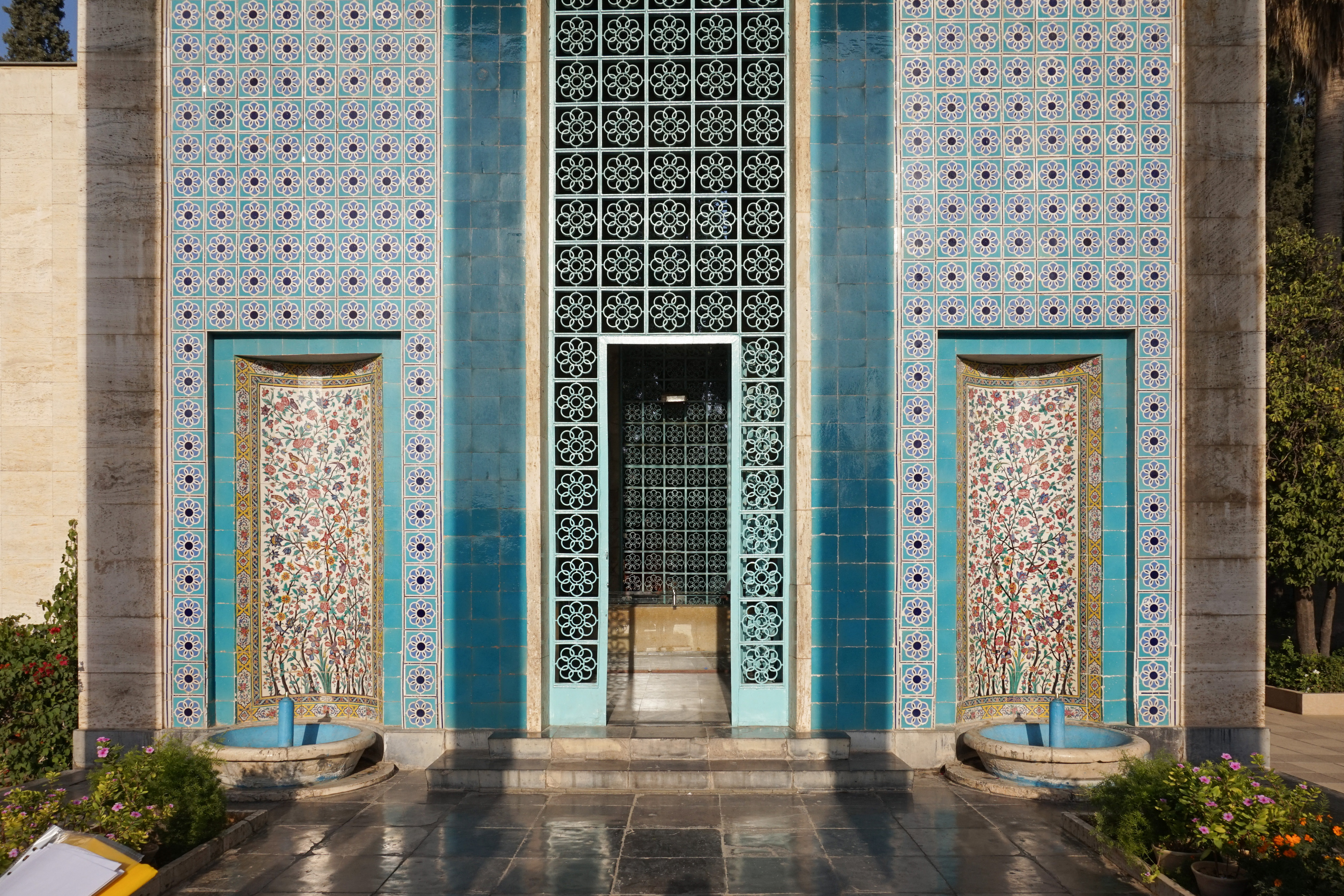
Détail du mausolée
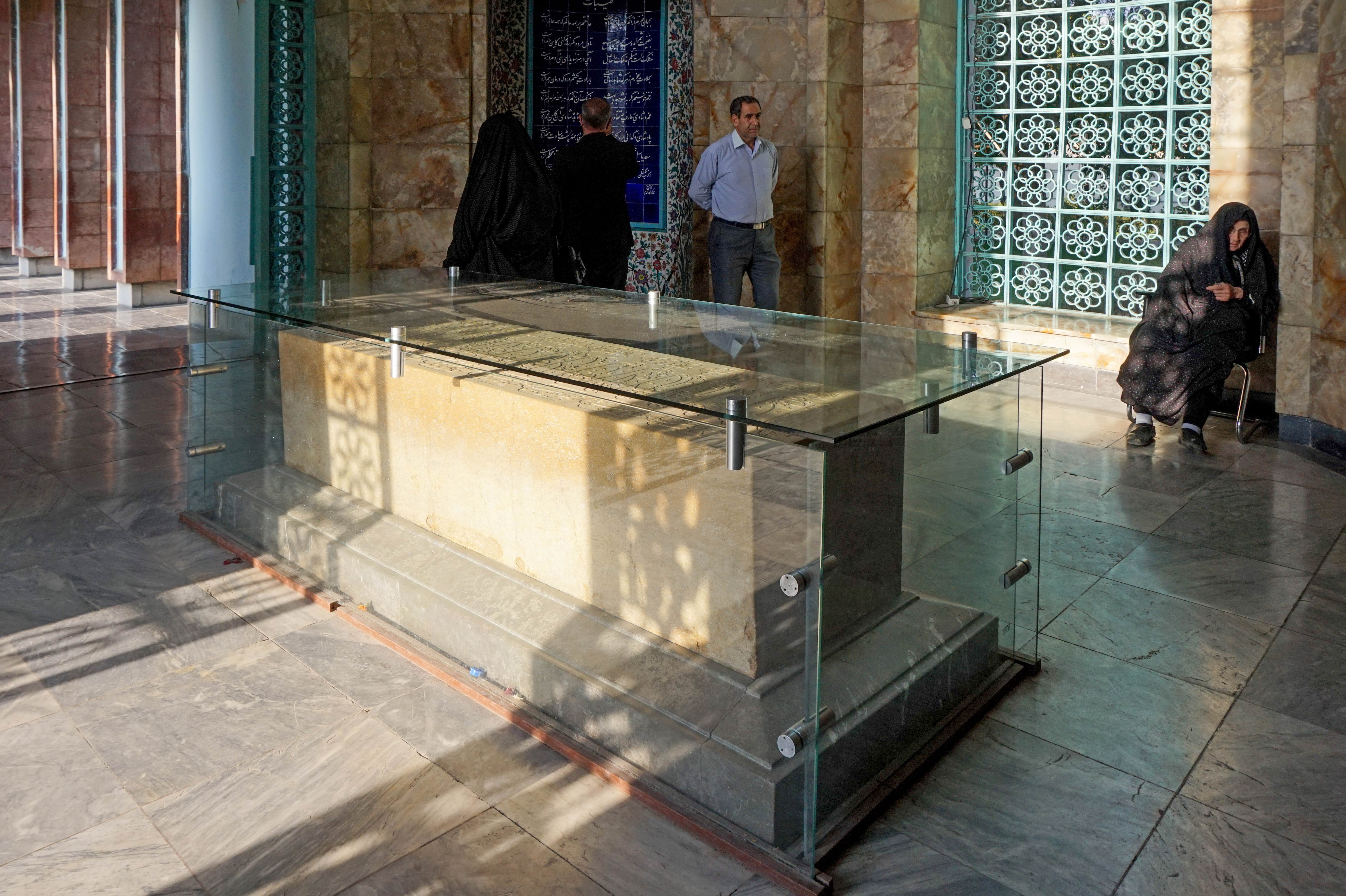
Tombe de Saadi
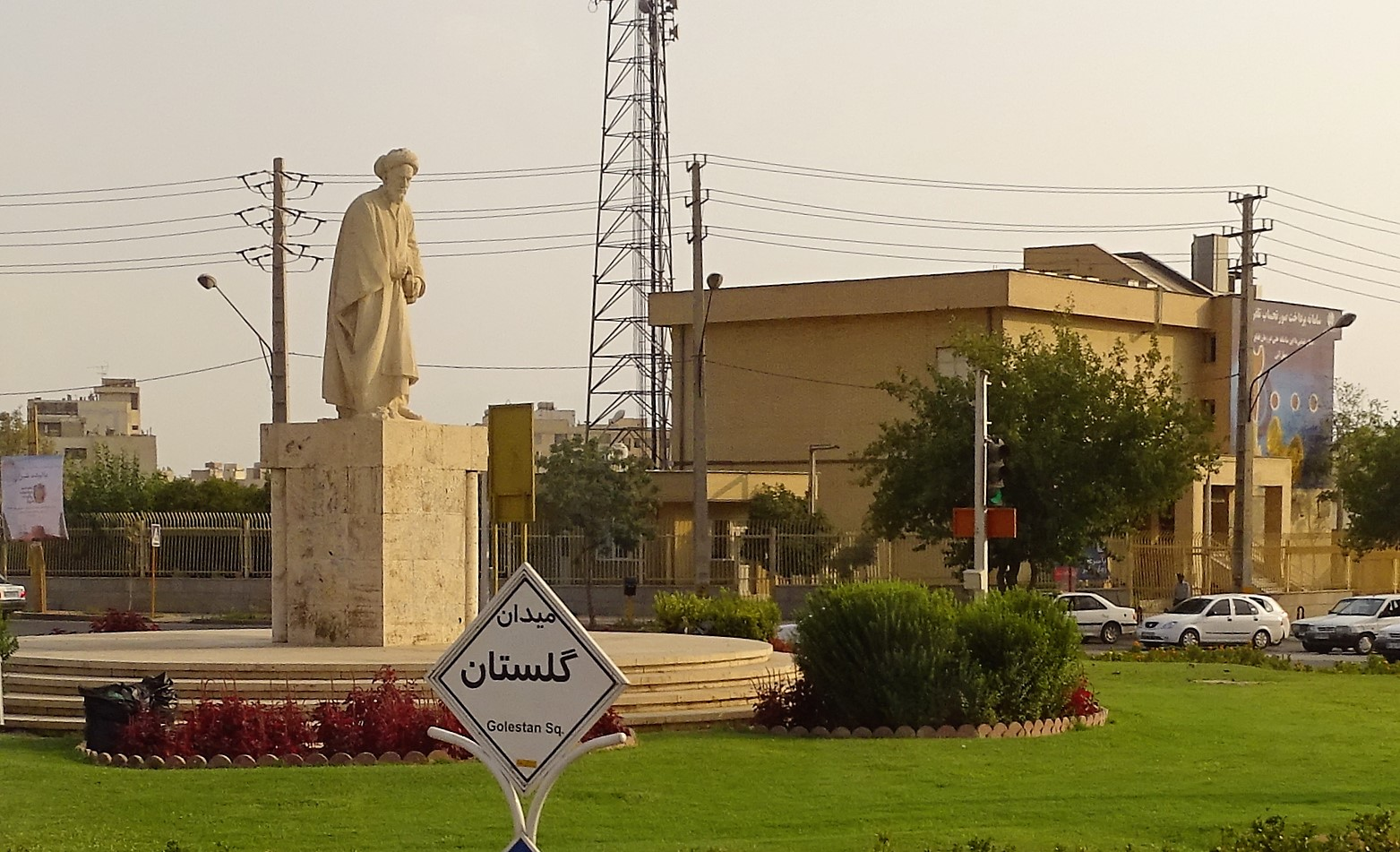
Statue de Saadi à Chiraz

Une statue représentant le poète se dresse à Chiraz, place Golestan, dans le quartier de la porte d'Isfahan (fa), depuis les années 1950. Elle est l'œuvre d'Abolhassan Sadighi (en).
La mémoire de Saadi est célébrée en Iran chaque 1er Ordibehesht du calendrier persan (21 avril), qui a été déclaré Journée de Saadi,.
Les pièces de 500 rials représentent le tombeau de Saadi, de même que le verso du billet de 100.000 rials,.